# Richard Burdon Haldane
Richard Burdon Sanderson Haldane, I visconte Haldane (Edimburgo, 30 luglio 1856 – Auchterarder, 19 agosto 1928), è stato un politico, avvocato e filosofo britannico.

## Biografia
Dopo aver frequentato l'accademia di Edimburgo, il cattolico Richard Burdon Haldane si iscrisse all'università di Göttingen e Edimburgo, terminò quindi i suoi studi di giurisprudenza a Londra. Diventato avvocato fu poi eletto come membro del parlamento per quanto riguarda il partito liberale per Haddingtonshire. I suoi interventi non si limitarono a ciò: nel 1895, egli contribuì alla fondazione della prestigiosa London School of Economics.
Nel 1905 fu Segretario di Stato, a capo del War Office, e nel 1911, dopo essere stato nominato visconte, diventò Lord Cancelliere, carica da cui dovette dimettersi nel 1915 per via di maldicenze sul suo conto.

### L'incontro con Oscar Wilde
Haldane a quell'epoca era un membro della commissione di indagine delle carceri. Essendo tra le sue prerogative quella di controllare qualsiasi prigione a suo piacimento, si decise (come più volte consigliatogli) di andare a visitare il 12 giugno 1895 lo scrittore Oscar Wilde, allora imprigionato per omosessualità.
Quella fu la prima visita fatta a Wilde. Nel suo primo incontro con lui, lo scrittore irlandese pianse perché Richard Burdon Haldane fece un'analisi realistica della vita di Wilde, chiedendogli infine di poter avere 15 libri da leggere, richiesta che fu esaudita.

## Opere
Collaborò alla traduzione della prima stesura, in lingua inglese, dallo scritto tedesco dell'opera Il mondo come volontà e rappresentazione di Arthur Schopenhauer, cosa che gli richiese un lavoro di 3 anni.
Ha scritto inoltre diverse opere d'interesse filosofico, fra esse la più famosa è "The Reign of Relativity" (1921), in cui discuteva sulle implicazioni filosofiche della teoria della relatività.

## Altri lavori
Fu inoltre presidente della Società Aristotelica dal 1907 al 1908.